# Stazione meteorologica di Alberese
La stazione meteorologica di Alberese è la stazione meteorologica di riferimento relativa all'omonima località del comune di Grosseto.

## Caratteristiche
La stazione meteorologica idrologica è situata nell'Italia centrale, in Toscana, nel comune di Grosseto, nella località di Alberese presso il casello idraulico, a 5 metri s.l.m. e alle coordinate geografiche 42°39′34″N 11°02′30″E.
Ubicata presso il casello idraulico di Alberese, nei pressi della foce del fiume Ombrone, la stazione meccanica iniziò i rilevamenti termo-pluviometrici nel 1918 ed è stata gestita dal Servizio Idrologico Regionale fino 31 dicembre 1998. Il 10 dicembre 1996 l'ARSIA Regione Toscana ha installato nello stesso luogo di ubicazione una stazione automatica che, di fatto, ha sostituito dal 1999 la stazione meteorologica tradizionale.

## Dati climatologici 1961-1990
Secondo i dati medi del trentennio 1961-1990, la temperatura media del mese più freddo, gennaio, si attesta a 7,1 °C; mentre quella del mese più caldo, agosto, è di +22,7 °C.
La nuvolosità media annua si attesta ad un valore medio di 3,3 okta giornalieri, con minimo a luglio di 1 okta e massimo a novembre e gennaio di 5 okta.
Le precipitazioni medie annue, attorno ai 600 mm e mediamente distribuite in 62 giorni, presentano un minimo in estate ed un picco in autunno.
| Alberese Casello Idraulico (1961-1990) | Mesi | Mesi | Mesi | Mesi | Mesi | Mesi | Mesi | Mesi | Mesi | Mesi | Mesi | Mesi | Stagioni | Stagioni | Stagioni | Stagioni | Anno |
| Alberese Casello Idraulico (1961-1990) | Gen  | Feb  | Mar  | Apr  | Mag  | Giu  | Lug  | Ago  | Set  | Ott  | Nov  | Dic  | Inv      | Pri      | Est      | Aut      | Anno |
| -------------------------------------- | ---- | ---- | ---- | ---- | ---- | ---- | ---- | ---- | ---- | ---- | ---- | ---- | -------- | -------- | -------- | -------- | ---- |
| T. max. media (°C)                     | 12,1 | 13,5 | 15,5 | 18,4 | 22,8 | 26,6 | 29,6 | 29,8 | 26,8 | 22,2 | 17,1 | 12,8 | 12,8     | 18,9     | 28,7     | 22,0     | 20,6 |
| T. min. media (°C)                     | 2,1  | 2,6  | 3,4  | 5,7  | 9,3  | 13,0 | 15,5 | 15,7 | 13,4 | 9,6  | 5,9  | 2,6  | 2,4      | 6,1      | 14,7     | 9,6      | 8,2  |
| Nuvolosità (okta al giorno)            | 5    | 4    | 4    | 4    | 3    | 2    | 1    | 2    | 2    | 3    | 5    | 4    | 4,3      | 3,7      | 1,7      | 3,3      | 3,3  |
| Precipitazioni (mm)                    | 74   | 65   | 50   | 44   | 34   | 21   | 15   | 26   | 41   | 79   | 86   | 65   | 204      | 128      | 62       | 206      | 600  |
| Giorni di pioggia                      | 7    | 7    | 6    | 6    | 4    | 3    | 2    | 2    | 4    | 6    | 8    | 7    | 21       | 16       | 7        | 18       | 62   |

## Temperature estreme mensili dal 1936 in poi
Di seguito sono riportati i valori estremi mensili delle temperature massime e minime registrate dal 1936 in poi; i dati provengono dalla stazione meteorologica meccanica del Servizio Idrologico Regionale fino al 1998 e dalla stazione meteorologica automatica dell'ARSIA Regione Toscana, ubicata nello stesso luogo, a partire dal 1999.
In base alle suddette rilevazioni, la temperatura massima assoluta è stata registrata il 16 agosto 1974 con +39,4 °C, mentre la minima assoluta di -13,2 °C è datata 11 gennaio 1985.
| Alberese Casello Idraulico (1936-2023) | Mesi         | Mesi         | Mesi         | Mesi        | Mesi        | Mesi        | Mesi        | Mesi        | Mesi        | Mesi        | Mesi        | Mesi         | Stagioni | Stagioni | Stagioni | Stagioni | Anno  |
| Alberese Casello Idraulico (1936-2023) | Gen          | Feb          | Mar          | Apr         | Mag         | Giu         | Lug         | Ago         | Set         | Ott         | Nov         | Dic          | Inv      | Pri      | Est      | Aut      | Anno  |
| -------------------------------------- | ------------ | ------------ | ------------ | ----------- | ----------- | ----------- | ----------- | ----------- | ----------- | ----------- | ----------- | ------------ | -------- | -------- | -------- | -------- | ----- |
| T. max. assoluta (°C)                  | 20,6 (1955)  | 23,5 (1990)  | 25,8 (2012)  | 29,4 (1949) | 32,5 (1953) | 38,1 (2019) | 37,7 (1983) | 39,4 (1974) | 35,5 (1975) | 31,1 (1942) | 25,4 (1981) | 22,5 (1971)  | 23,5     | 32,5     | 39,4     | 35,5     | 39,4  |
| T. min. assoluta (°C)                  | −13,2 (1985) | −12,2 (1956) | −11,9 (1949) | −4,7 (2003) | −1,3 (1957) | 4,2 (1955)  | 8,0 (1971)  | 8,0 (1949)  | 4,8 (1977)  | 0,2 (1956)  | −6,0 (1973) | −12,5 (1996) | −13,2    | −11,9    | 4,2      | −6,0     | −13,2 |